# 1940 في فرنسا
فيما يلي قوائم الأحداث التي وقعت خلال عام 1940 في فرنسا.

## أحداث
- 27 مايو – انسحاب دونكيرك
- 26 مايو – معركة دنكيرك

## سياسة

### تعيين في المنصب
- 1 يناير – جان بورترا Minister of Youth Affairs and Sports  [لغات أخرى]‏.
- 3 يونيو – مارسال بيروتون المقيم العام الفرنسي (تونس)،وزير الداخلية، وزير الداخلية.
- 20 مارس – بول رينو رئيس الوزراء الفرنسي،وزير الشؤون الخارجية  [لغات أخرى]‏.
- 18 مايو – فيليب بيتان نائب رئيس وزراء فرنسا [الإنجليزية]‏.
- 3 يونيو – مارسال بيروتون المقيم العام الفرنسي (تونس)،وزير الداخلية، وزير الداخلية.
- 11 يوليو – بيير لافال نائب رئيس وزراء فرنسا [الإنجليزية]‏.

### انتهاء فترة المنصب
- 1 يناير – روبير شومان عضو المجلس العام  [لغات أخرى]‏.
- 18 يوليو – مارسال بيروتون المقيم العام الفرنسي (تونس)،وزير الداخلية.
- 20 مارس – جورج بونيت وزير العدل.
- 16 يونيو – بول رينو رئيس الوزراء الفرنسي، وزير الشؤون الخارجية  [لغات أخرى]‏.
- 16 يونيو – فيليب بيتان نائب رئيس وزراء فرنسا [الإنجليزية]‏.
- 11 يوليو – ألبير فرانسوا لوبران رئيس فرنسا.
- 18 يوليو – مارسال بيروتون المقيم العام الفرنسي (تونس)،وزير الداخلية.
- 13 ديسمبر – بيير لافال نائب رئيس وزراء فرنسا [الإنجليزية]‏.

## مواليد

### يناير
- 6 يناير – جان جوسلين ملاكم فرنسي.
- 28 يناير – أغنيس آكر عالمة فلك فرنسية.

### فبراير
- 5 فبراير – رولاند ميتوراي

### مارس
- 17 يونيو – مارسيل أوبور لاعب كرة قدم فرنسي.
- 18 مارس – أرليت لاجويلر
- 20 مارس – آني أندرسون ممثلة فرنسية.
- 25 مارس – جان إشبيا

### أبريل
- 2 أبريل – أدريان زيلر سياسي فرنسي.
- 5 أبريل – بيير فافر سياسي فرنسي.
- 6 أبريل – ميشيل برونيه
- 13 أبريل – جان ماري غوستاف لو كليزيو
- 25 أبريل – فيليب تاكويه إحاثي فرنسي.

### مايو
- 21 مايو – روبير بودتشنسكي لاعب كرة قدم فرنسي.
- 27 مايو – جان كلود بيومي لاعب كرة قدم فرنسي.

### يونيو
- 17 يونيو – انجيلو رينالدي كاتب فرنسي.
- 17 يونيو – مارسيل أوبور لاعب كرة قدم فرنسي.

### أغسطس
- 13 أغسطس – جورج كارنو لاعب كرة قدم فرنسي.
- 20 أغسطس – جاك بوفريس فيلسوف فرنسي.
- 28 أغسطس – روجي بانجون درّاج طريق فرنسي.
- 28 أغسطس – فيليب ليوتار
- 31 أغسطس – جان بيير تيسير لاعب كرة قدم فرنسي.

### سبتمبر
- 1 سبتمبر – آني ارنو كاتبة فرنسية.
- 2 سبتمبر – ريجيس ديبريه

### أكتوبر
- 24 أكتوبر – جان بيير جينيه درّاج طريق فرنسي.
- 28 أكتوبر – دانيال ساليناف كاتبة فرنسية.

### نوفمبر
- 4 نوفمبر – كلود بيز

## وفيات

### يناير
- 1 يناير – فيليب بونو فاريا (مواليد 1859) مهندس فرنسي.
- 16 يناير – إيميل فيليكس جوتييه (مواليد 1864)

### مارس
- 14 مارس – بول يموان (مواليد 1878)
- 21 مارس – باول باسي (مواليد 1859) لغوي فرنسي.

### يونيو
- 13 يونيو – جاك ميريس (مواليد 1905) لاعب كرة قدم فرنسي.
- 15 يونيو – تشارلز لامي (مواليد 1857) ممثل فرنسي.

### يوليو
- 28 يوليو – ليو جوردن (مواليد 1874)

### أغسطس
- 25 أغسطس – الأمير جان، دوق غايز (مواليد 1874)

### سبتمبر
- 21 سبتمبر – جان فنسنت شيل (مواليد 1858)

### نوفمبر
- 27 نوفمبر – جان شياب (مواليد 1878)

### ديسمبر
- 1 ديسمبر – فيليكس دي شازورن (مواليد 1887)